# Conotrachelus tenuirostris
Conotrachelus tenuirostris – gatunek chrząszcza z rodziny ryjkowcowatych.

## Zasięg występowania
Ameryka Południowa, występuje w Brazylii.

## Budowa ciała
Przednia krawędź pokryw znacznie szersza od przedplecza, zakończona niewyraźną ostrogą. Na ich powierzchni wyraźne podłużne punktowanie. Przedplecze kwadratowe w zarysie w tylnej części i nieznaczne lecz ostro zwężone z przodu, rzadko i grubo punktowane.
Ubarwienie ciała czarne, matowe. Na przedpleczu podłużne pasy ciemnopomarańczowej szczecinki układającej się w kształt odwróconej litery "V".